# Noord-Nieuw-Guinea-expeditie

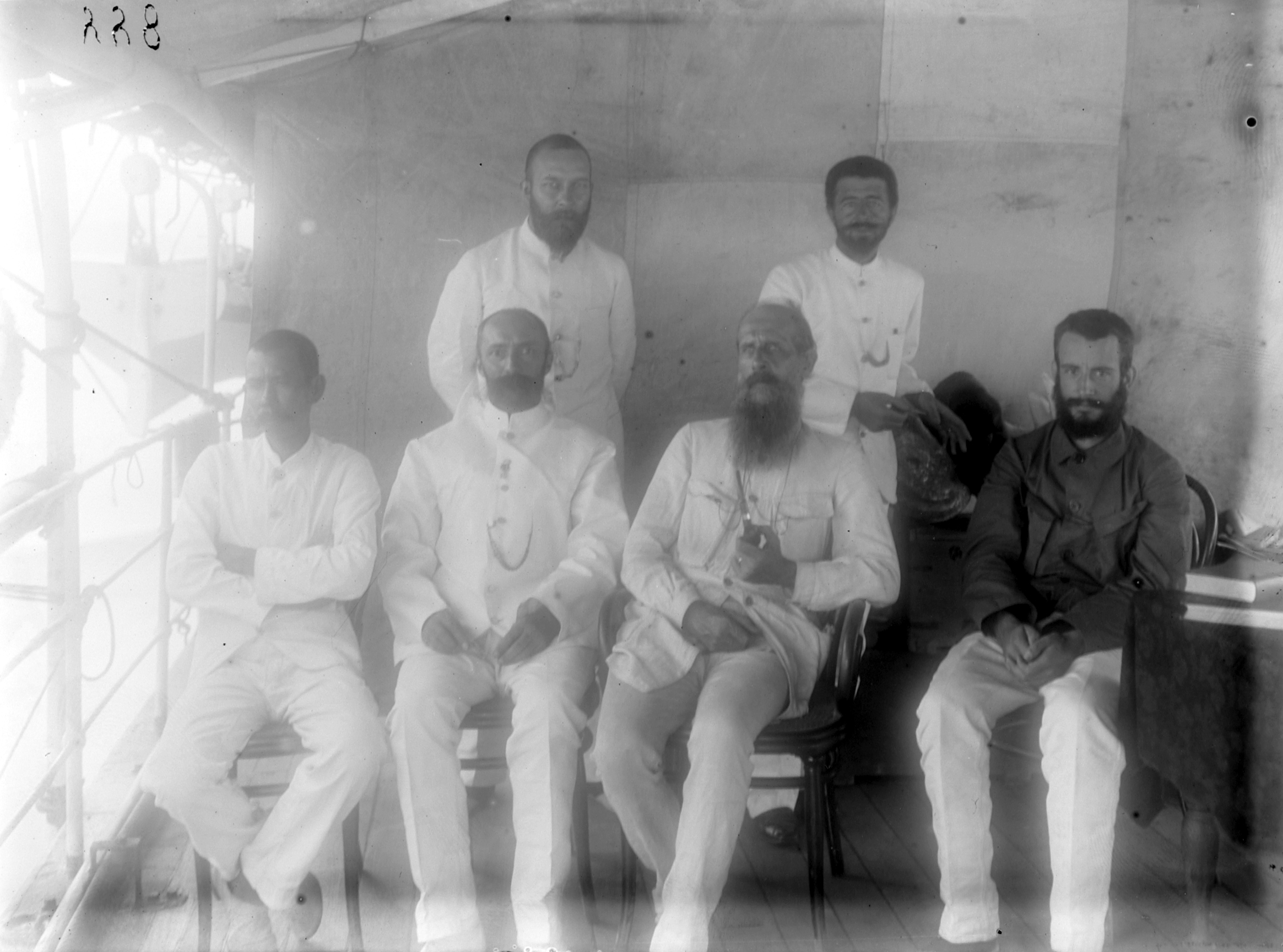
Arthur Wichmann (zittend, derde van links) en zijn expeditieleden. Achterste rij v.l.n.r.: Lorentz en Van Nouhuys; voorste rij v.l.n.r.: Dumas, Van der Sande, Wichmann en De Beaufort.

De Noord-Nieuw-Guinea-expeditie (ook bekend als de Wichmann-expeditie) was een Nederlandse expeditie in 1903 die de deels nog onbekende noordkust van Nederlands-Nieuw-Guinea wetenschappelijk verkende en tevens op zoek was naar exploiteerbare lagen steenkool.

## Deelnemers
De expeditie werd uitgezonden door de in Amsterdam gevestigde Maatschappij ter Bevordering van het Natuurkundig Onderzoek der Nederlandsche Koloniën en stond onder leiding van de geoloog Arthur Wichmann, naar wie de expeditie ook wel wordt genoemd: de Wichmann-Expeditie. Naast Wichmann bestond het Nederlandse wetenschappelijk team uit H.A Lorentz (die daarna nog twee andere expedities naar Nieuw-Guinea zou leiden), de arts G.A.J. van der Sande die de antropologie en etnografie voor zijn rekening nam, de zoöloog L.F. de Beaufort en de natuuronderzoeker en ex-handelaar in paradijsvogelveren J.M. Dumas. J.W. van Nouhuys, de kapitein van het marineschip dat de expeditieleden naar Nieuw-Guinea bracht, behoorde officieel niet tot het onderzoeksteam, maar als amateur-geoloog participeerde hij in vrijwel elke activiteit en wordt daarom ook steevast gerekend tot de onderzoekers. In opdracht van de regering maakte ook de controleur van Manokwari, P.E. Moolenburgh, deel uit van de expeditie. 

## De tocht

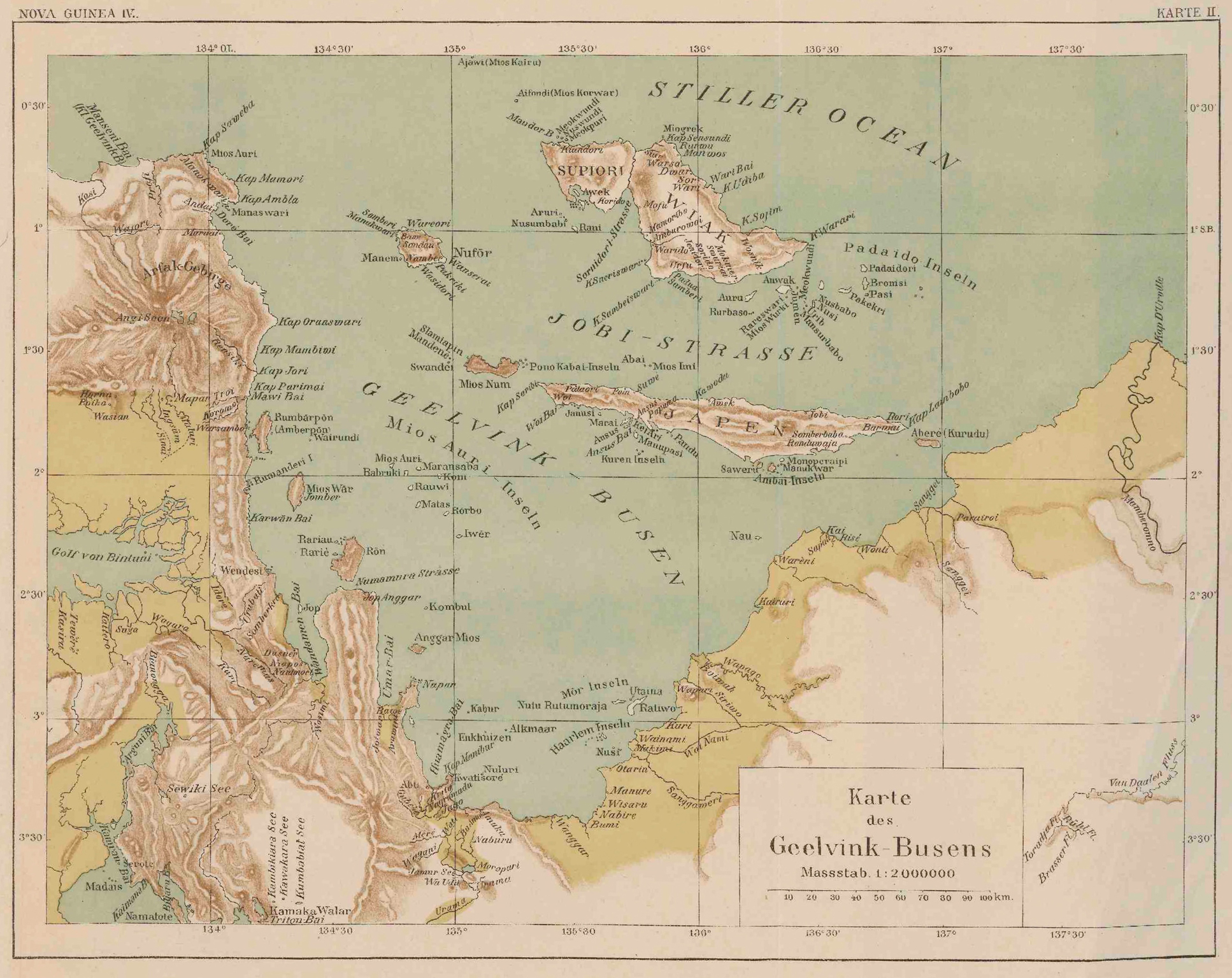
Overzichtskaart van de Geelvinkbaai, uit het expeditieverslag.

Met het expeditieschip Zeemeeuw werd de noordkust verkend, in het bijzonder de Geelvinkbaai en de meer naar het oosten liggende Humboldtbaai en Sentanimeer. Een huis dat werd gebouwd op een eiland in de Humboldtbaai vormde de uitvalbasis voor de tochten langs de kust, die werden onderbroken voor meerdaagse voettochten het binnenland in. Het Sentanimeer kon worden verkend met een reddingsboot van de Zeemeeuw die op de schouders van een groep dragers over land naar het meer werd vervoerd. Na iedere tocht, aldus Wichmann in zijn verslag, veranderde het dek van het expeditieschip in een geïmproviseerd laboratorium vol stenen, flessen en buizen met alcohol, en talloze etnografische voorwerpen die weldra in kisten zouden worden gepakt.

## Interactie met inheemse bevolking
Het contact met de inheemse bevolking tijdens de Noord-Nieuw-Guinea-expeditie is op zijn zachtst gezegd ambivalent te noemen. 
Zo brak er op 13 juli 1903 bijna een gevecht uit tussen de expeditieleden en de fakkeldragende bewoners van het dorp Wassiami. De inheemse bevolking hield het vlot van de expeditieleden vast die vervolgens reageerden door de wapens te trekken. Met enkele revolverschoten wist Wichmann de beide groepen tot bedaren te brengen en een gevecht te voorkomen.
In de herinneringen die zijn opgezet omtrent het jubileum van Arthur Wichmann als hoogleraar te Utrecht, zijn ook enkele positieve contacten met de inheemse bevolking omschreven ten tijde van de Noord-Nieuw-Guinea-expeditie. Zo werd er bijvoorbeeld op 12 oktober 1903 een banket ter ere van de expeditieleden gehouden door de plaatselijke leider van Teteadji op Celebes. Vervolgens werd de expeditie op 9 december met kanonvuur onthaald door de radja van Sikka op het eiland Flores.   
Uit de levensschets van Wichmann blijkt dat de conflicten tijdens de expeditie geweten werden aan destijds veronderstelde raciale kenmerken van de inheemse bevolking, zoals bijgelovigheid, primitieve rechtsbegrippen en een gebrek aan verantwoordelijkheid. Plaatselijke leiders werden echter gezien als de toekomstige brengers van civilisatie bij hun onderdanen.

## Publicaties, verzamelingen, expositie
De tocht duurde ruim een half jaar en is uitstekend gedocumenteerd. Vrijwel ieder lid van de expeditie leverde hieraan zijn bijdrage: Lorentz met een vlot geschreven reisverslag voor de geïnteresseerde leek, Wichmann met een natuurwetenschappelijk algemeen verslag, Van der Sande met een vuistdikke studie van de cultuur en lichamelijke kenmerken van de Papoea's, en De Beaufort over de vogels die tijdens de reis werden verzameld en geprepareerd. Na thuiskomst werden de bijeengebrachte verzamelingen ondergebracht bij Nederlandse musea en wetenschappelijke instituten. In 1907 werd in het 's Rijks Ethnographisch Museum (nu Wereldmuseum Leiden) een speciale tentoonstelling georganiseerd van de etnografische verzameling die de expeditie had verworven.

## Trivia
Kennelijk geïnspireerd door zijn tocht naar Nieuw-Guinea als leider van deze expeditie, schreef Wichmann, hoogleraar geologie aan de Universiteit Utrecht, tussen de bedrijven door de meest gedetailleerde exploratiegeschiedenis van dit eiland tot nog toe: Entdeckungsgeschichte von Neu-Guinea (Nova Guinea 1 en 2). Leiden 1909-1912, resp. 387 en 990 pp.
Moolenburgh maakte een verdienstelijke carrière bij het Binnenlands Bestuur. Toen hij in 1926 terugging naar Nederland was hij oud-resident van Bali en Lombok.